# برو ريكو
برو ريكو هو نادي كرة ماء من بلدة ريكو،إيطاليا.تأسس النادي في 1913.